# Philippe Troussier
Philippe Troussier (Parijs, 21 maart 1955) is een voormalig voetballer uit Frankrijk, die na zijn actieve loopbaan naam maakte als voetbalcoach. Troussier beschikt over een diploma in het sportonderwijs, een Franse trainerslicentie en is een gediplomeerd fysiotherapeut.

## Clubcarrière
Troussier speelde tussen 1976 en 1983 voor Angoulême, Red Star Paris, Rouen en Stade de Reims.

## Trainerscarrière
Troussier was in het verleden bondscoach van de Ivoorkust, Nigeria, Burkina Faso, Zuid-Afrika, Japan, Qatar en Marokko. Hij begon op 28-jarige leeftijd in zijn geboorteland Frankrijk als trainer-coach. Hij bracht vier jaar door in Ivoorkust, waar hij in 1993 het nationale team coachte en de leiding had over topclub ASEC Mimosas. Tijdens zijn drie jaar durende verblijf bij de club uit de hoofdstad Abidjan verloor hij nooit een competitiewedstrijd.
In Marokko won Troussier in 1995 de nationale beker met FUS Rabat. Gedurende die periode nam hij ook de olympisch voetbalkampioen Nigeria onder zijn hoede in de kwalificatie voor het WK voetbal 1998, voordat hij de ploeg verliet, omdat naar zijn smaak de minister van sport zich te veel bemoeide met zijn werkzaamheden.
Als trainer van Kaizer Chiefs introduceerde Troussier als eerste coach in Zuid-Afrika de 3-5-2-opstelling. Hij was in 1994 destijds slechts negen maanden in dienst bij de Phefeni Glamour Boys. Het was in Zuid-Afrika ook dat hij zijn bijnaam White Witchdoctor verdiende, vrij vertaald Witte Wonderdokter.
1 Kawaguchi ·
2 Akita ·
3 Matsuda ·
4 Morioka ·
5 Inamoto ·
6 Hattori ·
7 H. Nakata ·
8 Morishima ·
9 Nishizawa ·
10 Nakayama ·
11 Suzuki ·
12 Narazaki ·
13 Yanagisawa ·
14 Santos ·
15 Fukunishi ·
16 K. Nakata ·
17 Miyamoto ·
18 Ono ·
19 Ogasawara ·
20 Myojin ·
21 Toda ·
22 Ichikawa ·
23 Sogahata ·
Coach: Troussier